# Vireo bellii
Vireo bellii là một loài chim trong họ Vireonidae.